# 劉義宗
劉义宗（5世紀—444年），字伯奴，南朝宋长沙景王刘道鄰第四子。新渝县侯，谥惠。

## 生平
劉義宗自小就得伯父劉裕喜愛，东晋义熙九年（413年），劉裕控制下的東晉朝廷追論刘道鄰於討伐南燕時的功勳，改封他為竟陵县公，而劉義宗則獲賜父親原先的爵位新渝县男。永初元年（420年），劉裕篡晉，建南朝宋，进封劉義宗為新渝县侯。劉义融早年历任黄门侍郎、太子左卫率。
劉義宗很喜歡長得好看的門生杜德靈，元嘉八年（431年），杜德靈打人橫行後回義宗府躲起來，義宗還為他隱瞞，遂被免官。劉义宗后出任侍中、太子詹事，元嘉二十一年（444年）正月辛酉獲加散骑常侍、征虏将军、南兗州刺史，但他就在二月去世，追赠散骑常侍、平北将军，諡惠侯。长子劉玠袭爵。劉义宗爱士乐施，兼好文籍，为世人所称道。

## 家庭

### 子
- 新渝怀侯劉玠
- 当阳县侯劉秉
- 劉谟
- 吳郡太守劉遐